# Китово (Ивановская область)
Китово — село в Шуйском районе Ивановской области России, административный центр Китовского сельского поселения.
Население — 3054 чел. (2010).

## География
Расположено на участке трассы Р152 Кохма — Шуя, в 1 км к западу от города Шуи.
Улицы Западная, Северная, Центральная и Южная.
Имеется почтовое отделение (улица Центральная, дом 78), Spa-отель. На другой стороне трассы Р152 расположена Шуйская птицефабрика.

## История
Село Китово существовало уже во второй половине XV века. Впервые оно упоминается в «Духовной грамоте Ивана Перепеча-Посульщикова», относящейся к 1480-м годам. Указанная духовная грамота опубликована в «Актах феодального землевладения хозяйства XIV—XVI веков».
В данных грамотах речь идёт о землевладениях рода Перепечиных с центром в селе Дроздово. Эти вотчинные земли носили названия «дроздовская соха». Дроздовская соха имела 4 составляющие: центральная часть (село Дроздово с деревнями), «Китовский угол» (деревня Китово и окружающие деревни), «Кореневский угол» (центр — село Быково на Уводи) и Шепелевский угол (в окрестностях современного села Хозниково). Территория сохи довольно значительная — по приближенным расчётам она составляет 150 км².
В 1539 году близ Китова была стоянка одного из отрядов казанского хана Сафа-Гирея. Несколько дней здесь стояли татары, жгли костры, готовясь взять Шую. С тех пор около Китова существует поле, называемое в народе Татарское.
В 1848 году была выстроена каменная колокольня. В этой новой каменной церкви несколько раз служил Владимир Цветаев, дед поэтессы Марины Цветаевой.
В XIX веке существовали Дроздовский и Китовский церковные приходы, а в советское время — Дроздовский и Китовский сельсоветы.

## Население
| 1859 | 1905 |
| ---- | ---- |
| 44   | 20   |

| 1859 | 1905 | 2002  | 2010  |
| ---- | ---- | ----- | ----- |
| 44   | ↘20  | ↗3037 | ↗3054 |